# Hans Eisele (Fußballspieler)
Hans Eisele (* 7. August 1940; † 20. Oktober 2002) war ein deutscher Fußballspieler. Der Defensivspieler hat von 1963 bis 1971 für den VfB Stuttgart in der Fußball-Bundesliga insgesamt 196 Ligaspiele absolviert und fünf Tore erzielt.

## Laufbahn
Die Anfänge und Ausbildung im Jugendfußball hat Hans Eisele beim FV 1896 Stuttgart erfahren. 1958 wechselte er zum VfB Stuttgart und gewann mit deren Amateurmannschaft zuerst 1958/59 die Meisterschaft in der 2. Amateurliga und als Liganeuling 1959/60 auch die Meisterschaft in der 1. Amateurliga Württemberg. Zur Saison 1960/61 bekam er wie auch die zwei Mannschaftskollegen Werner Walter und Manfred Will, sowie aus der A-Jugend Klaus-Dieter Sieloff einen Vertrag für die Ligamannschaft des VfB in der damals erstklassigen Fußball-Oberliga Süd. Des Weiteren kamen noch Dieter Höller und Eberhard Pfisterer als Neuzugänge zu den weiß-roten Bewegungsspielern.
Unter Trainer Kurt Baluses debütierte Eisele am 23. April 1961 in der Oberliga Süd. Bei einem 2:0-Auswärtserfolg gegen Ulm 46 bildete er mit Günter Seibold das Verteidigerpaar. In seinem zweiten Oberligajahr, 1961/62, lief er noch vereinzelt an der Seite von Erich Retter auf und machte auch einige Spiele als Mittelläufer im damals überwiegend praktizierten WM-System. Insgesamt kam er 1961/62 auf 17 Oberligaeinsätze. Im dritten Oberligajahr, 1962/63, es war das letzte der erstklassigen Oberligaära, lief Eisele in allen 30 Rundenspielen auf. Als Verteidiger mit Seibold aber in der Hinrunde auch als Mittelläufer. In der Rückrunde spielte der VfB konstant in der Defensive mit Günter Sawitzki im Tor, Eisele und Seibold als Verteidigerpaar und in der Läuferreihe mit Rudi Entenmann, Sieloff und Pfisterer. Mit einer deutlichen Leistungssteigerung rückte man noch vom 13. Rang der Hinrunde (11:19 Punkte) auf den 6. Rang mit 32:28 Punkten vor und wurde dadurch in die zur Saison 1963/64 startende Bundesliga aufgenommen. Insgesamt wird Eisele von 1960 bis 1963 in der Oberliga Süd mit 49 Ligaspielen und einem Tor geführt. Seine persönlich gute Leistung wurde auch durch einen Einsatz in der Juniorennationalmannschaft U-23 belohnt. Am 24. Oktober 1962 war er beim Länderspiel in Lyon gegen Frankreich (0:1) als Mittelläufer im Einsatz. Mit Torhüter Horst Kirsch, den Verteidigern Walter (VfB) und Friedel Rausch, sowie den zwei Außenläufern Matthias Hemmersbach und Theodor Hoffmann (VfB) bildete er die Defensive der deutschen Juniorenauswahl.
Am ersten Bundesligaspieltag, den 24. August 1963, gehörte Eisele der VfB-Mannschaft an, die mit 0:2 beim FC Schalke 04 verlor. Am Rundenende hatte er 22 Ligaspiele absolviert und zwei Tore erzielt und der VfB hatte den 5. Rang erreicht. Die nächsten drei Runden ging es mit dem VfB in der Tabelle nach unten. Das Resultat war zweimal der 12. und einmal der 11. Rang. Rudi Gutendorf und Albert Sing hatten die Nachfolge von Baluses angetreten, aber der Erfolg kehrte nicht nach Stuttgart zurück. Unter Gunther Baumann kämpfte man sich wieder in der Tabelle nach vorne, ehe in der Saison 1970/71 unter Branko Zebec wieder ein Rückschritt auf den 12. Rang folgen ließ. Eisele wurde unter Zebec als VfB-Kapitän Nachfolger von Theo Hoffmann und lief nochmals in 29 Ligaspielen auf, bevor er sich zur Saison 1971/72 in Österreich dem Donawitzer SV Alpine anschloss. Sein letztes Bundesligaspiel bestritt er am 5. Juni 1971 bei einem 2:0-Heimerfolg gegen den 1. FC Kaiserslautern an der Seite von Gerhard Heinze (Torhüter), Willi Entenmann, Reinhold Zech und Hans Arnold.
Der Bundesliga-Skandal unterbrach seine Laufbahn als Bundesligaspieler. Wegen seinerzeitiger Beteiligung an der Manipulation des VfB-Spieles bei Arminia Bielefeld (1:0) am 29. Mai 1971 wurde gegen Eisele am 22. Januar 1972 eine Sperre auf Lebenszeit zuzüglich einer Geldstrafe von 15.000 Mark ausgesprochen. Nach anfänglichem Zögern verzichtete Alpine Donawitz darauf, Eisele weiterhin einzusetzen, und er konnte deshalb nur in 14 Spielen an der Seite von Mitspielern wie Johann Pirkner, Peter Pumm und Helmut Siber beim Erreichen des 6. Ranges mitwirken. Eiseles Vertreter, der Leobener Anwalt Diethard Kallab († 2024), bestätigte, dass es Unklarheiten hinsichtlich Eiseles Beteiligung an der Spielmanipulation gegeben habe. Weder sein damaliger VfB-Kollege Hartmut Weiß noch sein damaliger Bielefeld-Konkurrent Jürgen Neumann – beide ebenfalls verurteilt – sagten im Prozess gegen ihn aus. Der einzige Belastungszeuge blieb der ebenfalls verurteilte VfB-Spieler Hans Arnold. Am 1. August 1973 wurde Eisele durch den DFB begnadigt. Spätestens zu Saisonende 1973/74 beendete er seine Karriere als Aktiver. Über Einsätze nach seiner einstweiligen Suspendierung ist nichts bekannt; seinen nachweisbar letzten Pflichtspieleinsatz absolvierte er am 27. November 1971 bei einem 0:0-Heimremis gegen den SK Rapid Wien.
Hans Eisele am 20. Oktober 2002 im Alter von 62 Jahren starb an einer Nierenerkrankung.